# Liechtenstein na Mistrzostwach Europy w Lekkoatletyce 2016
Liechtenstein na Mistrzostwach Europy w Lekkoatletyce 2016 – reprezentacja Liechtensteinu podczas Mistrzostw Europy w Amsterdamie liczyła 1 zawodnika.

## Występy reprezentantów Liechtensteinu

### Mężczyźni

#### Konkurencje biegowe
| Zawodnik       | Konkurencja | Eliminacje | Eliminacje | Półfinał | Półfinał | Finał    | Finał |
| Zawodnik       | Konkurencja | Rezultat   | Poz.       | Rezultat | Poz.     | Rezultat | Poz.  |
| -------------- | ----------- | ---------- | ---------- | -------- | -------- | -------- | ----- |
| Marcel Tschopp | Półmaraton  | —          | —          | —        | —        | 1:15:36  | 83.   |